# 罗毅君
罗毅君（1972年2月—），湖南省邵阳市人，中华人民共和国政治人物，现任中共常德市委书记。中国共产党第二十次全国代表大会代表。第十四届全国人民代表大会代表。

## 生平
1972年2月，罗毅君出生在湖南省邵阳地区（今邵阳市）。1990年，罗毅君考入长沙电力学院（今长沙理工大学）电力系统及其自动化专业，1992年12月在校期间加入中国共产党，1994年毕业后成为湖南省水利水电设计院机电室的一名干部。
1996年10月，罗毅君调入湖南省水利厅办公室，2003年7月升任副主任。2007年7月，罗毅君调任湖南省防汛抗旱指挥部办公室副主任（期间挂职任中共南县县委常委、副县长），2016年6月调回湖南省水利厅担任建设管理处处长，2015年3月再度出任湖南省防汛抗旱指挥部办公室副主任，同年11月晋升主任。2017年9月，罗毅君出任湖南省水利厅副厅长兼省防汛抗旱指挥部办公室主任。2019年3月，罗毅君出任湖南省水利厅副厅长兼省水旱灾害防御事务中心党委书记、主任以及省应急管理厅副厅长。
2020年9月，罗毅君下调常德市，任中共常德市委常委、市政府常务副市长。
2021年8月，罗毅君第二次出任湖南省水利厅副厅长，次年1月升任厅长。
2024年4月26日，罗毅君接替曹志强出任中共常德市委书记。